# 錫布利頓 (密西西比州)
錫布利頓（英語：Sibleyton）是位於美國密西西比州蒙哥馬利縣的非建制地區。

## 歷史
錫布利頓的郵局於1903年設立，其後於1932年停運。

## 地理
錫布利頓所處的海拔為高於海平面105米（即344英呎），而該地所採用的時區為UTC-6，即北美中部時區（CST）。同時該地設有夏令時間，為UTC-6調快一小時，即UTC-5（CDT）。